# ارتباط فرانسوی (فیلم)
ارتباط فرانسوی یا رابط فرانسوی (به انگلیسی: The French Connection) یک فیلم سینمایی هالیوودی در ژانر جنایی و دلهره‌آور محصول سال ۱۹۷۱ به کارگردانی ویلیام فریدکین است.
فیلمنامهٔ این فیلم توسط ارنست تایدیمن و با اقتباس از کتاب ارتباط فرانسوی اثر رابین مور نوشته شده‌است.
فیلم دربارهٔ دو پلیس شهر نیویورک است که در تلاش‌اند محمولهٔ هروئینی را که از فرانسه وارد می‌شود متوقف کنند.
بنیاد فیلم آمریکا ( بفا ) این فیلم را هشتمین فیلم هیجانی و دلهره آور تمام دوران ها انتخاب کرده است.
در فیلم، جین هکمن در نقش کارآگاه پلیس، «جیمی (پاپای) دویل»، فرناندو ری در نقش قاچاقچی فرانسویِ هروئین، «آلن شارنیر» و روی شایدر در نقش دستیار جیمی «بادی کلودی روسو» به ایفای نقش پرداخته‌اند.
ارتباط فرانسوی اولین فیلم با درجهٔ R بود که توانست جایزه اسکار بهترین فیلم را از زمان ارائهٔ سیستم درجه‌بندی فیلم بنیاد فیلم آمریکا (بفا) به‌دست آورَد. جایزه اسکار بهترین بازیگر نقش اول مرد نیز به جین هکمن به خاطر بازی در این فیلم رسید. این فیلم همچنین جوایز اسکار بهترین کارگردانی، بهترین تدوین، و بهترین فیلم‌نامهٔ اقتباسی را به‌دست آورَد.
ارتباط فرانسوی نامزد دریافت جایزه اسکار بهترین فیلمبرداری و بهترین بازیگر نقش مکمل مرد برای فرناندو ری و جایزه اسکار بهترین تدوین صدا نیز شده بود که نتوانست این جوایز را به‌دست آورَد.
ارتباط فرانسوی در نظرسنجی نیویورک دیلی نیوز، با کسب ۳۶ درصد آرا، بهترین فیلم پلیسی تاریخ سینما انتخاب شد. شایان ذکر است که ماجرای این فیلم به صورت دنباله دار و در دو سری ۱ و ۲ ساخته شده است.

## خلاصه داستان
کارآگاه «جیمی دویل» (جین هاکمن) به همراه دستیارش بادی روسو (روی شیدر)، از محمولهٔ هروئینی که قرار است به نیویورک وارد شود، مطلع می‌شوند و قصد دارند جلو آن را بگیرند. از طرفی، رئیس فرانسویِ قاچاقچیان به نام «آلن شارنیه» (فرناندو ری) قصد دارد به هر قیمتی شده، محموله را به مقصد برساند….

## دوبلهٔ فارسی
جین هکمن، در سری اول با صدای ناصر طهماسب و در سری دوم با صدای ایرج ناظریان

فرناندو ری، در سری اول با صدای احمد رسول زاده و در سری دوم با صدای ایرج رضایی